# Space Jam 2
Space Jam 2, også kendt som Space Jam: A New Legacy, er en amerikansk 2021, som er instruret af, Malcome D. Lee, og er en sequel til den originale Space Jam fra 1996. I filmen er LeBron James hovedperson.

## Handling
Tekst mangler, hjælp os med at skrive teksten

## Medvirkende
- LeBron James som sig selv

- Don Cheadle som AI-G Rhythm

- Michael Jordan som sig selv (cameo)

### Engelsk stemme
- Jeff Bergman som Snurre Snup, Sylvester, Hanefar

- Eric Bauza som Daffy And, Marvin Marsmand

- Bob Bergen som Pelle Gris, Pip

- Gabriel Iglesias som Speedy Gonzales

- Zendaya som Lola

- Jim Cummings som Taz

- Candi Milo som Bedste

Grimm E. Ulv og Hjulben, Elmer Fjot, Rødskægget, Gossamer og Penelope Pussycat vil også optrådte i filmen. Monstars og Pépe Le Puh er de eneste figurer, der ikke vender tilbage.